# Bistum Zaria
Das Bistum Zaria (lateinisch Dioecesis Zariensis, englisch Diocese of Zaria) ist eine in Nigeria gelegene römisch-katholische Diözese mit Sitz in Zaria.

## Geschichte
Das Bistum Zaria wurde am 5. Dezember 2000 durch Papst Johannes Paul II. mit der Apostolischen Konstitution Totius dominici aus Gebietsabtretungen des Erzbistums Kaduna errichtet und diesem als Suffraganbistum unterstellt. Erster Bischof war bis zu seinem Tod im Juli 2022 George Dodo.

## Bischöfe
- George Dodo, 2000–2022
- Habila Tyiakwonaboi Daboh, seit 2023